# Berry (provincie)
Berry was tot aan de Franse Revolutie een van de provincies van Frankrijk, met als hoofdstad Bourges. Berry grensde aan provinciën Touraine in het westen, Orléanais in het noorden, Nivernais en Bourbonnais in het noord- en zuidoosten en La Marche in het zuiden.
Berry was in de vroege middeleeuwen een zelfstandig graafschap, alvorens verdeeld te worden door de hertog van Aquitanië en de graven van Anjou en Blois. Er heerste toen als droit de seigneur door de plaatselijke heren een totale willekeur tegenover de plaatselijke bevolking die door de bisschoppen van Bourges als machtsmisbruik aangeklaagd werd. Aan het einde van de 11e eeuw begonnen de Franse koningen onder invloed van de bisschoppen van Bourges zich voor het gebied te interesseren en het geleidelijk bij hun domein te voegen. In 1360 richtte koning Jan II de Goede het hertogdom Berry op voor zijn derde zoon Jan. De titel van hertog van Berry bleef eeuwenlang binnen de koninklijke familie.
De reformatie kende relatief weinig aanhangers in Berry. Enkel in de steden Issoudun en Argenton waren er grotere kernen van calvinisten. Na de intrekking in 1685 van het Edict van Nantes dat een beperkte godsdienstvrijheid garandeerde, gingen de protestanten van Berry op in de katholieke bevolking of emigreerden.
In 1790 werd het hertogdom opgedoekt en Berry werd verdeeld over enkele nieuwe departementen. Haut-Berry werd in grote lijnen het departement Cher, met toevoeging van Saint-Amand-Montrond en omgeving, die in de provincie Bourbonnais lagen. Bas-Berry werd het departement Indre, samen met een groot deel van de Brenne, uit de provincie Touraine. Kleinere delen van Berry gingen naar de departementen Loiret en Loir-et-Cher. Al de genoemde departementen maken tegenwoordig deel uit van de regio Centre-Val de Loire.
De titel hertog van Berry werd na de Restauratie van de Bourbons hersteld voor Karel Ferdinand, de jongste zoon van koning Karel X van Frankrijk.

## Afbeeldingen

Opdeling van Berry in departementen